# 林肯鎮區 (愛荷華州埃米特縣)
林肯鎮區（英語：Lincoln Township）是位於美國愛荷華州埃米特縣的一個行政鎮區。

## 地方資料
根據2010年美國人口普查的數據，林肯鎮區的面積為74.08平方千米，當中陸地面積為70.29平方千米，而水域面積為3.29平方千米。當地共有人口220人，而人口密度為每平方千米2.97人。